# Маршалов план
Маршалов план, службено назван План европске обнове, је био службени план САД о обнови послератне Европе и сузбијању утицаја комунизма након Другог светског рата. Задатак израде плана добио је Џорџ Маршал и његове колеге из Стејт департмента, а понајвише су уз Маршала допринели Вилијам Клејтон и Џорџ Кенан.
План обнове је направљен на састанку између држава учесница плана 12. јула 1947. Маршалов план нудио је такву врсту помоћи и Совјетском Савезу и његовим савезницима, но само ако био они направили политичке реформе и прихватили неки облик спољашње контроле. План је спровођен 4 године са почетком у јулу 1947. У том периоду неких 13 милијарди америчких долара економске и техничке помоћи је послато европским земљама које су постале чланице ОЕЦД-а.
До периода када је план дошао до тачке свог комплетирања, привреда сваке државе учеснице, осим Немачке, порасла је у односу на предратну. Током следеће 2 деценије, скоро све државе западне Европе доживеле су економски раст и побољшање животног стандарда. Маршалов план се дуго сматрао једним од првих процеса европских интеграција. Једна од његових последица је знатна американизација привреде и технике у Европи, као и начина управљања привредом.

## Државе учеснице и добијена средства
| Држава               | 1948/49. (милиона $) | 1949/50. (милиона $) | 1950/51. (милиона $) | Укупно (милиона $) |
| -------------------- | -------------------- | -------------------- | -------------------- | ------------------ |
| Аустрија             | 232                  | 166                  | 70                   | 488                |
| Белгија и Луксембург | 195                  | 222                  | 360                  | 777                |
| Данска               | 103                  | 87                   | 195                  | 385                |
| Француска            | 1.085                | 691                  | 520                  | 2.296              |
| Грчка                | 175                  | 156                  | 45                   | 366                |
| Исланд               | 6                    | 22                   | 15                   | 43                 |
| Република Ирска      | 88                   | 45                   | —                    | 133                |
| Италија и Трст       | 594                  | 405                  | 205                  | 1.204              |
| Холандија            | 471                  | 302                  | 355                  | 1.128              |
| Норвешка             | 82                   | 90                   | 200                  | 372                |
| Немачка              | 510                  | 438                  | 500                  | 1.448              |
| Португалија          | —                    | —                    | 70                   | 70                 |
| Шведска              | 39                   | 48                   | 260                  | 347                |
| Швајцарска           | —                    | —                    | 250                  | 250                |
| Турска               | 28                   | 59                   | 50                   | 137                |
| Уједињено Краљевство | 1.316                | 921                  | 1.060                | 3.297              |